# Chronologie nahrávek skupiny Olympic 1978–1980
Článek Chronologie nahrávek skupiny Olympic 1978–1980 zpracovává dostupné informace o datu vzniku (známých) nahrávek Olympiku v období 1978–1980 a řadí je chronologicky. Nejde o 'diskografii' – nahrávky jednak nejsou řazeny podle data jejich vydání na nosičích a jednak zahrnuje také rozhlasové, filmové a TV nahrávky, z nichž některé donedávna ani na nosičích nevyšly. 

## Sestavy skupiny Olympic v tomto období a související události
Sestava Olympiku zůstala v tomto období nezměněná – kapela hrála ve složení Janda–Berka–Broum–Hejduk, byla sehraná – a čekalo ji dlouhé úspěšné období.  
11. ledna 1978 se rokenrolové hvězdy sešly pod hlavičkou Olympiku v Lucerně znovu. Supraphon koncert natočil, vydal z něj však pouze EP desku Čtvrtstoletí rock'n'rollu (a to ještě až o dva roky později). 
V únoru 1978 proběhly další rokenrolové koncerty Olympiku. 
18. dubna 1978 oslavil Olympic v Lucerně 15 let své existence svým třítisícím koncertem. Na pódiu se objevili i bývalí hráči kapely jako Jan Antonín Pacák a Pavel Chrastina. ČsT zde natočila pro Televizní klub mladých dokument pod názvem Taky jsme se narodili bosí.
Vznikl fanclub Olympiku.
V dubnu 1979 natočil Olympic monotematické album na ekologické téma Prázdniny na Zemi. 
13. května 1979 měla premiéru koncertní podoba alba Prázdniny na Zemi, inscenovaná jako velkolepé audiovizuální show. 
Úspěšné album se dočkalo i anglické exportní verze – Holidays on Earth. 
Skupina získala 3. místo v anketě Zlatý slavík 1979.
Během května 1980 objel Olympic s hosty republiku s úspěšným koncertním programem 25 let rock 'n' rollu. Supraphon pořídil z květnových koncertů záznam, který o rok později vydal na LP. 
Vyšlo LP Prázdniny na Zemi.
Olympic se zúčastnil soutěže Bratislavská lyra se skladbou Osmý den. 
Skupina získala 2. místo v anketě Zlatý slavík 1980. Na 1. místo si musela ještě rok počkat…
Bývalý baskytarista a textař Olympiku Pavel Chrastina emigroval na Západ, v reakci na to režim zakázal hrát skladby s jeho texty, zastaveno bylo i vydávání starších nahrávek Olympiku, na kterých se Chrastina ještě podílel.  

## Olympic 1978–1980
| Skladba | Autoři                                                        | Délka | Poznámka k obsazení | Datum vzniku nebo dokončení nahrávky | První vydání na SP/EP/LP, v rozhlase/TV | Digitální vydání (CD aj.) |
| --- | ------------------------------------------------------------- | ----- | --- | ------------------------------------ | --- | --- |
| "Rip It Up" | Robert Alexander Blackwell, John Marascalco                   | 2:54  | Zpěv: Miki Volek | 11. 1. 1978, Lucerna                 | • EP Čtvrtstoletí rokenrolu (Supraphon 11 330 575, 1980), track A/1 | • Singly V (Bonton 1998) • Singly 5 (Supraphon 2007) |
| "Johnny B. Goode" | Chuck Berry                                                   | 3:18  | Zpěv: Petr Kaplan | 11. 1. 1978, Lucerna                 | • EP Čtvrtstoletí rokenrolu (Supraphon 11 330 575, 1980), track A/2 | • Singly V (Bonton 1998) • Singly 5 (Supraphon 2007) |
| "Rock And Roll Music" | Chuck Berry                                                   | 2:58  | Zpěv: Pavel Sedláček | 11. 1. 1978, Lucerna                 | • EP Čtvrtstoletí rokenrolu (Supraphon 11 330 575, 1980), track B/1 | • Singly V (Bonton 1998) • Singly 5 (Supraphon 2007) • Bonus na CD Bigbít (Zlatá edice, Supraphon 2009)                                                        |
| "Blues Suede Shoes" | Carl Lee Perkins                                              | 2:09  | Zpěv: Karel Zich | 11. 1. 1978, Lucerna                 | • EP Čtvrtstoletí rokenrolu (Supraphon 11 330 575, 1980), track B/2 | • Singly V (Bonton 1998) • Singly 5 (Supraphon 2007) |
| "Ty slzy dávno vpila tráva" (Bratislavská lyra 1979 (skladba nepostoupila)) | Petr Janda / Zdeněk Borovec                                   | 4:23  | | 12. 5. 1978, Mozarteum               | • SP Supraphon 1 43 2226, 1978 | • Singly V (Bonton 1998) • Singly 5 (Supraphon 2007) • Bonus na CD Marathón (Zlatá edice, Supraphon 2006) • Olympic 50 – Hity, singly, rarity (Supraphon 2012) |
| "Sprcha" (instrumentálka) | Milan Broum                                                   | 3:01  | | 12. 5. 1978, Mozarteum               | • B-strana SP Ty slzy dávno vpila tráva (Supraphon 1 43 2226, 1978) | • Singly V (Bonton 1998) • Singly 5 (Supraphon 2007) • Bonus na CD Marathón (Zlatá edice, Supraphon 2006)                                                      |
| "Hrál" | Petr Hejduk / Jiří Oulík                                      | 3:31  | | 12. 5. 1978, Mozarteum               | • SP Supraphon 1143 2274, 1979 | • Singly VI (Bonton 1998) • Bonus na CD Prázdniny na Zemi (Zlatá edice, Supraphon 2007) • Olympic 50 – Hity, singly, rarity (Supraphon 2012)                   |
| "Ze života hmyzu" | Petr Janda / Jiří Oulík                                       | 3:04  | | 12. 5. 1978, Mozarteum               | • B-strana SP Hrál (Supraphon 1143 2274, 1979) | • Singly VI (Bonton 1998) • Bonus na CD Prázdniny na Zemi (Zlatá edice, Supraphon 2007) • Olympic / Milan Broum - Sprcha (Oldřich Zámostný 2016)               |
| Směs písní Olympicu |                                                               | 6:11  | | 19. 3. 1979, Břevnov (TV studio)     | Z pořadu Televarieté č. 33 | • RARITY – Bonusové CD k boxu 14 CD (Supraphon 2010) |
| "Dědečkův duch" (nově natočená verze) | Petr Janda / Pavel Chrastina                                  | 3:27  | | 25. 3. 1979, Mozarteum               | • SP Supraphon 1143 2327, 1979 | • Singly VI (Bonton 1998) • Bonus na CD Prázdniny na Zemi (Zlatá edice, Supraphon 2007)                                                                        |
| "Přílet" | Petr Janda / Zdeněk Rytíř                                     | 5:57  | | 12. 4. 1979, Mozarteum               | • LP Prázdniny na Zemi (Supraphon 1113 2600, 1980) | • CD Prázdniny na Zemi (Supraphon 1992, 2007) |
| "Kraj, odkud odletěli ptáci (Ptáci)" | Petr Janda / Zdeněk Rytíř                                     | 4:50  | | 12. 4. 1979, Mozarteum               | • LP Prázdniny na Zemi (Supraphon 1113 2600, 1980) | • CD Prázdniny na Zemi (Supraphon 1992, 2007) |
| "Co všechno se tu může stát (Voda)" (na obalu LP jako "Co všechno se může stát (Voda)") | Petr Janda / Zdeněk Rytíř                                     | 4:35  | | 12. 4. 1979, Mozarteum               | • LP Prázdniny na Zemi (Supraphon 1113 2600, 1980) | • CD Prázdniny na Zemi (Supraphon 1992, 2007) |
| "Nechoď dál! (Město)" | Petr Janda / Zdeněk Rytíř                                     | 3:10  | | 12. 4. 1979, Mozarteum               | • LP Prázdniny na Zemi (Supraphon 1113 2600, 1980) | • CD Prázdniny na Zemi (Supraphon 1992, 2007) |
| "Strom" | Petr Janda / Zdeněk Rytíř                                     | 4:08  | | 12. 4. 1979, Mozarteum               | • LP Prázdniny na Zemi (Supraphon 1113 2600, 1980) • B-strana SP Vzdálenosti (Supraphon 1143 2556, 1982 (singl vyšel tedy o 3 roky později!))                                              | • CD Prázdniny na Zemi (Supraphon 1992, 2007) • (CD Best of 43 jasných hitových zpráv) • (CD Best Of Olympic)                                                  |
| "Vzdálenosti (Země)" | Petr Janda / Zdeněk Rytíř                                     | 3:58  | | 12. 4. 1979, Mozarteum               | • LP Prázdniny na Zemi (Supraphon 1113 2600, 1980) • SP Supraphon 1143 2556, 1982 (vyšlo tedy o 3 roky později!)                                                                           | • CD Prázdniny na Zemi (Supraphon 1992, 2007) • Olympic 50 – Hity, singly, rarity (Supraphon 2012)                                                             |
| "Rezervace motýlů" | Petr Janda / Zdeněk Rytíř                                     | 3:03  | | 12. 4. 1979, Mozarteum               | • LP Prázdniny na Zemi (Supraphon 1113 2600, 1980) | • CD Prázdniny na Zemi (Supraphon 1992, 2007) |
| "To nic, to jen vzduch (Vzduch)" | Petr Janda / Zdeněk Rytíř                                     | 3:28  | | 12. 4. 1979, Mozarteum               | • LP Prázdniny na Zemi (Supraphon 1113 2600, 1980) | • CD Prázdniny na Zemi (Supraphon 1992, 2007) |
| "Návrat" | Petr Janda / Zdeněk Rytíř                                     | 4:48  | | 12. 4. 1979, Mozarteum               | • LP Prázdniny na Zemi (Supraphon 1113 2600, 1980) | • CD Prázdniny na Zemi (Supraphon 1992, 2007) |
| "The Arrival (Přílet)" | Petr Janda / Zdeněk Rytíř, angl. text: Michael Žantovský      | 4:29  | | 12. 4. 1979, Mozarteum               | • LP Holidays On Earth (Supraphon 1113 2714, 1980) | • Pouze k digitálnímu stažení (Supraphon 2010) |
| "The Bird (Kraj odkud odletěli ptáci)" | Petr Janda / Zdeněk Rytíř, angl. text: Michael Žantovský      | 6:15  | | 12. 4. 1979, Mozarteum               | • LP Holidays On Earth (Supraphon 1113 2714, 1980) | • Pouze k digitálnímu stažení (Supraphon 2010) |
| "The Water (Co všechno se tu může stát)" | Petr Janda / Zdeněk Rytíř, angl. text: Michael Žantovský      | 4:33  | | 12. 4. 1979, Mozarteum               | • LP Holidays On Earth (Supraphon 1113 2714, 1980) | • Pouze k digitálnímu stažení (Supraphon 2010) |
| "The City (Nechoď dál!)" | Petr Janda / Zdeněk Rytíř, angl. text: Michael Žantovský      | 3:06  | | 12. 4. 1979, Mozarteum               | • LP Holidays On Earth (Supraphon 1113 2714, 1980) | • Pouze k digitálnímu stažení (Supraphon 2010) |
| "The Tree (Strom)" | Petr Janda / Zdeněk Rytíř, angl. text: Michael Žantovský      | 4:08  | | 12. 4. 1979, Mozarteum               | • LP Holidays On Earth (Supraphon 1113 2714, 1980) | • Pouze k digitálnímu stažení (Supraphon 2010) |
| "The Earth (Vzdálenosti)" | Petr Janda / Zdeněk Rytíř, angl. text: Michael Žantovský      | 3:57  | | 12. 4. 1979, Mozarteum               | • LP Holidays On Earth (Supraphon 1113 2714, 1980) | • Pouze k digitálnímu stažení (Supraphon 2010) |
| "The Park (Rezervace motýlů)" | Petr Janda / Zdeněk Rytíř, angl. text: Michael Žantovský      | 2:56  | | 12. 4. 1979, Mozarteum               | • LP Holidays On Earth (Supraphon 1113 2714, 1980) | • Pouze k digitálnímu stažení (Supraphon 2010) |
| "The Air (To nic, to jen vzduch)" | Petr Janda / Zdeněk Rytíř, angl. text: Michael Žantovský      | 3:27  | | 12. 4. 1979, Mozarteum               | • LP Holidays On Earth (Supraphon 1113 2714, 1980) | • Pouze k digitálnímu stažení (Supraphon 2010) |
| "The Departure (Návrat)" | Petr Janda / Zdeněk Rytíř, angl. text: Michael Žantovský      | 4:53  | | 12. 4. 1979, Mozarteum               | • LP Holidays On Earth (Supraphon 1113 2714, 1980) | • Pouze k digitálnímu stažení (Supraphon 2010) |
| "Nejsem sám" | Petr Janda / Zdeněk Borovec                                   | 3:39  | | 22. 10. 1979, Čs. rozhlas            | • B-strana SP Dědečkův duch (Supraphon 1143 2327, 1979) | • Singly VI (Bonton 1998) • Bonus na CD Prázdniny na Zemi (Zlatá edice, Supraphon 2007) • Olympic 50 – Hity, singly, rarity (Supraphon 2012)                   |
| "Whole Lotta Shakin´ Goin´ On - Rock-A-Beatin´ Boogie" | David Curlee Williams, Bill Haley                             | 1:24  | Petr Janda – zpěv, kytara, Mirek Berka – piano, Petr Hejduk – bicí, Milan Broum – zpěv, baskytara | 14. 5. 1980, hala Slavie IPS         | • LP Rock and Roll (Artia 1113 2888, 1981) • LP Rokenrol (Supraphon 1113 2888, 1982) | • CD Rokenrol (Supraphon 1992) • Bonus na CD Bigbít (Zlatá edice, Supraphon 2009)                                                                              |
| "Johnny B. Goode" | Chuck Berry                                                   | 3:31  | Petr Kaplan – zpěv, kytara, Karel Svoboda – piano, Vladimír Janiš – bicí, Milan Broum – baskytara | 14. 5. 1980, hala Slavie IPS         | • LP Rock and Roll (Artia 1113 2888, 1981) • LP Rokenrol (Supraphon 1113 2888, 1982) | • CD Rokenrol (Supraphon 1992) • Bonus na CD Laboratoř (Zlatá edice, Supraphon 2008)                                                                           |
| "Roll Over Beethoven" | Chuck Berry                                                   | 2:48  | Petr Kaplan – zpěv, kytara, Karel Svoboda – piano, Vladimír Janiš – bicí, Milan Broum – baskytara | 14. 5. 1980, hala Slavie IPS         | • LP Rock and Roll (Artia 1113 2888, 1981) • LP Rokenrol (Supraphon 1113 2888, 1982) | • CD Rokenrol (Supraphon 1992) • Bonus na CD Laboratoř (Zlatá edice, Supraphon 2008)                                                                           |
| "It Doesn´t Matter Anymore" | Paul Anka                                                     | 1:47  | Pavel Šváb – zpěv, Fender piano, Petr Janda – kytara, Mirek Berka – piano, Petr Hejduk – bicí, Milan Broum – baskytara | 14. 5. 1980, hala Slavie IPS         | • LP Rock and Roll (Artia 1113 2888, 1981) • LP Rokenrol (Supraphon 1113 2888, 1982) | • CD Rokenrol (Supraphon 1992) |
| "It´s Only Make Believe" | Conway Twitty, Jack Nance                                     | 3:22  | Pavel Sedláček – zpěv, Míla Růžek – saxofon, Petr Kaplan – kytara, Petr Janda – kytara, Mirek Berka – piano, Petr Hejduk – bicí, Milan Broum – baskytara | 14. 5. 1980, hala Slavie IPS         | • LP Rock and Roll (Artia 1113 2888, 1981) • LP Rokenrol (Supraphon 1113 2888, 1982) | • CD Rokenrol (Supraphon 1992) • Bonus na CD Bigbít (Zlatá edice, Supraphon 2009)                                                                              |
| "Rock and Roll Music" | Chuck Berry                                                   | 2:28  | Pavel Sedláček – zpěv, Petr Kaplan – kytara, Petr Janda – kytara, Mirek Berka – piano, Vladimír Janiš – bicí, Petr Hejduk – bicí, Milan Broum – baskytara | 14. 5. 1980, hala Slavie IPS         | • LP Rock and Roll (Artia 1113 2888, 1981) • LP Rokenrol (Supraphon 1113 2888, 1982) | • CD Rokenrol (Supraphon 1992) |
| "Fever" | John Davenport, Eddie Cooley                                  | 3:34  | Josef Laufer – zpěv, Vladimír Janiš – bicí, Milan Broum – baskytara | 14. 5. 1980, hala Slavie IPS         | • LP Rock and Roll (Artia 1113 2888, 1981) • LP Rokenrol (Supraphon 1113 2888, 1982) | • CD Rokenrol (Supraphon 1992) |
| "Shadoogie" | Hank Brian Marvin, Bruce Welch, Jet Harris, Tony Meehan       | 2:10  | Petr Janda – kytara, Mirek Berka – piano, Petr Hejduk – bicí, Milan Broum – zpěv, baskytara | 14. 5. 1980, hala Slavie IPS         | • LP Rock and Roll (Artia 1113 2888, 1981) • LP Rokenrol (Supraphon 1113 2888, 1982) | • CD Rokenrol (Supraphon 1992) |
| "Rave On" | Norman Petty, Bill Tilghman, Sonny West                       | 1:41  | Pavel Bobek – zpěv, Petr Kaplan – kytara, Petr Janda – kytara, Mirek Berka – piano, Vladimír Janiš – bicí, Milan Broum – baskytara | 14. 5. 1980, hala Slavie IPS         | • LP Rock and Roll (Artia 1113 2888, 1981) • LP Rokenrol (Supraphon 1113 2888, 1982) | • CD Rokenrol (Supraphon 1992) |
| "Memphis" (Memphis, Tennessee) | Chuck Berry                                                   | 2:28  | Pavel Bobek – zpěv, Petr Kaplan – kytara, Vladimír Janiš – bicí, Milan Broum – baskytara | 14. 5. 1980, hala Slavie IPS         | • LP Rock and Roll (Artia 1113 2888, 1981) • LP Rokenrol (Supraphon 1113 2888, 1982) | • CD Rokenrol (Supraphon 1992) |
| "Yakety Sax" | Randy Randolph, James Rich                                    | 1:56  | Petr Janda – kytara, Míla Růžek – saxofon, Mirek Berka – piano, Petr Hejduk – bicí, Milan Broum – zpěv, baskytara | 14. 5. 1980, hala Slavie IPS         | • LP Rock and Roll (Artia 1113 2888, 1981) • LP Rokenrol (Supraphon 1113 2888, 1982) | • CD Rokenrol (Supraphon 1992) |
| "Rip It Up" | Robert Alexander Blackwell, John Marascalco                   | 2:51  | Miki Volek – zpěv, Petr Janda – kytara, Jiří Janda – saxofon, Mirek Berka – piano, Petr Hejduk – bicí, Milan Broum – zpěv, baskytara | 14. 5. 1980, hala Slavie IPS         | • LP Rock and Roll (Artia 1113 2888, 1981) • LP Rokenrol (Supraphon 1113 2888, 1982) | • CD Rokenrol (Supraphon 1992) • Bonus na CD Kanagom (Zlatá edice, Supraphon 2008)                                                                             |
| "Long Tall Sally" | Richard Penniman, Enotris Johnson, Robert Alexander Blackwell | 3:09  | Miki Volek – zpěv, Petr Janda – kytara, Mirek Berka – piano, Vladimír Janiš – bicí, Petr Hejduk – bicí, Milan Broum – zpěv, baskytara | 14. 5. 1980, hala Slavie IPS         | • LP Rock and Roll (Artia 1113 2888, 1981) • LP Rokenrol (Supraphon 1113 2888, 1982) | • CD Rokenrol (Supraphon 1992) • Bonus na CD Kanagom (Zlatá edice, Supraphon 2008)                                                                             |
| "Shake, Rattle and Roll" | Charles Calhoun                                               | 2:45  | Miki Volek – zpěv, Petr Janda – kytara, Mirek Berka – piano, Vladimír Janiš – bicí, Petr Hejduk – bicí, Milan Broum – zpěv, baskytara | 14. 5. 1980, hala Slavie IPS         | • LP Rock and Roll (Artia 1113 2888, 1981) • LP Rokenrol (Supraphon 1113 2888, 1982) | • CD Rokenrol (Supraphon 1992) • Bonus na CD Kanagom (Zlatá edice, Supraphon 2008)                                                                             |
| "Rock Around the Clock" | Max C. Freedman, Jimmy De Knight                              | 3:05  | Petr Kaplan – zpěv, kytara, Petr Janda – zpěv, kytara, Pavel Šváb – zpěv, Pavel Sedláček – zpěv, Josef Laufer – zpěv, Pavel Bobek – zpěv, Miki Volek – zpěv, Míla Růžek – saxofon, Jiří Janda – saxofon, Karel Svoboda – piano, Mirek Berka – piano, Vladimír Janiš – bicí, Petr Hejduk – bicí, Milan Broum – baskytara | 14. 5. 1980, hala Slavie IPS         | • LP Rock and Roll (Artia 1113 2888, 1981) • LP Rokenrol (Supraphon 1113 2888, 1982) | • CD Rokenrol (Supraphon 1992) • Bonus na CD Bigbít (Zlatá edice, Supraphon 2009)                                                                              |
| "Osmý den" (Bratislavská lyra 1980) | Petr Janda / Pavel Vrba                                       | 3:47  | | 5. 5. 1980, Mozarteum                | • SP(1) Supraphon 1143 2391, 1980 (B. L. 1980 – Olympic na B-straně nehraje – je zde skladba Mé sny s Michalem Davidem za doprovodu Orch. Václava Hybše) • SP(2) Supraphon 1143 2427, 1980 | • Singly VI (Bonton 1998) • Bonus na CD Prázdniny na Zemi (Zlatá edice, Supraphon 2007)                                                                        |
| Jiné autorské aktivity: Petr Janda / Zdeněk Rytíř): Mé sny (1980, Studio FISYO), zpěv: Michal David. V. Hybš se svým orchestrem (Autorská soutěž B. L. 1980). Jiná nahrávka: Mé sny (9. 9. 1980, Čs. rozhlas), zpěv: Michal David. Kroky Františka Janečka. |                                                               |       | |                                      | | |
| "Vlak, co nikde nestaví" | Petr Janda / Miroslav Černý                                   | 3:26  | | 16. 10. 1980, Mozarteum              | • B-strana SP Osmý den (Supraphon 1143 2427, 1980) | • Singly VI (Bonton 1998) • Bonus na CD Prázdniny na Zemi (Zlatá edice, Supraphon 2007)                                                                        |
| Jiné autorské aktivity: Petr Janda / Miroslav Černý): K. O. (3. 12. 1980, Mozarteum), zpěv: Karel Zich. Flop. |                                                               |       | |                                      | | |
| "Česká mše vánoční (Kyrie)" | Jakub Jan Ryba                                                | 5:11  | | 1980, neznámé místo                  | Dříve nevyšlo (soukromý archív P. Jandy) | • Olympic 50 – Hity, singly, rarity (Supraphon 2012) |